# Antoine Gizenga
Antoine Gizenga, född 5 oktober 1925 i Mbanza i nuvarande Kwilu, död 24 februari 2019 i Kinshasa, var en Kinshasa-kongolesisk politiker. Han var  landets premiärminister mellan december 2006 och oktober 2008.
Gizenga utnämndes till vice premiärminister av Kongos förste premiärminister Patrice Lumumba efter vars död han ledde en exilregering i Stanleyville som erkändes av 21 stater i februari 1961. Gizenga satt fängslad från januari 1962 till juli 1964, och från oktober 1964 till november 1965. Därefter var han landsförvisad fram till 1992. 
Antoine Gizenga var Enade Lumumbistpartiets presidentkandidat i 2006 års val i Kongo-Kinshasa. Gizenga placerade sig, med 13% av rösterna, på tredje plats i presidentvalet efter de båda huvudkonkurrenterna Joseph Kabila och Jean-Pierre Bemba .
30 december 2006 tillträdde han som regeringschef, utsedd av president Joseph Kabila, och blev därmed en förste som innehade befattningen sedan posten avskaffats 1997. 10 oktober 2008 efterträddes han av Adolphe Muzito